# Marion Talbot
Pour les articles homonymes, voir Talbot (homonymie).
Marion Talbot (31 juillet 1858 - 20 octobre 1948), est une universitaire américaine. Elle est enseignante à l'université de Chicago et doyenne des étudiantes de 1895 à 1925. Elle est cofondatrice de l'Association of Collegiate Alumnae avec Ellen Swallow Richards en 1882. 

## Biographie
Marion Talbot naît à Thoune, en Suisse alors que ses parents voyageaient en Europe. Elle passe sa jeunesse à Boston. Elle est l'aînée des six enfants d'Emily Fairbanks Talbot et d'Israel Talbot, qui est professeur de chirurgie et doyen de la Boston University School of Medicine. Sa mère a soutenu la création de la Boston Latin Academy, la première école permettant aux jeunes filles de préparer les examens d'accès à l'université aux États-Unis.
Elle fréquente la Chapel Hill - Chauncy Hall School près de Boston, puis est étudiante à l'université de Boston, où elle obtient son diplôme en 1880 et son master en 1882. Elle obtient également en 1888 un diplôme de science (BS) au MIT, où elle travaille dans le laboratoire d'Ellen Swallow Richards.
En 1882, elle cofonde avec Ellen Swallow Richards l'Association of Collegiate Alumnae, qui devient en 1921 l'American Association of University Women. Elle est secrétaire de l'association jusqu'en 1895 et en est la présidente de 1895 à 1897. Elle publie, avec Lois Rosenberry, A History of the American Association of University Women, 1881-1931.
Marion Talbot enseigne de 1890 à 1892 les sciences domestiques au Wellesley College. En 1892, elle est nommée professeure adjointe au département de sciences sociales et d'anthropologie de la nouvelle université de Chicago. Elle est également chargée de l'éducation des étudiantes de premier cycle, en tant qu'assistante d'Alice Freeman Palmer, qui est doyenne des femmes diplômées . Elle succède à celle-ci en tant que doyenne des étudiantes, et elle soutient le décanat comme une profession à part entière, notamment en établissant les premiers congrès professionnels de doyennes dans le Midwest en 1902. L'Association of Collegiate Alumnae organise également des rencontres régulières des doyennes des étudiantes à partir de 1911. L'université de Chicago, est mixte depuis sa fondation par William Rainey Harper et, au début du XXe siècle, la majorité des étudiants sont des femmes,. Elle dirige Green Hall, une résidence pour femmes de l'université de Chicago jusqu'à sa retraite. Elle a également cofondé l'American Home Economics Association en 1908. Elle est membre du comité de rédaction de l'American Journal of Sociology à partir de 1895. 
Le rôle de premier plan de Talbot l'a parfois amenée au centre de controverses publiques. Une affaire de diffamation contre elle a attiré l'attention de la presse nationale en 1912. Elle avait demandé l'exclusion d'une étudiante de premier cycle, Esther Mercy, pour « mauvaise moralité » et celle-ci a attaqué la décision en justice en demandant des dommages et intérêts, qui lui sont accordés en première instance, puis annulés en appel.

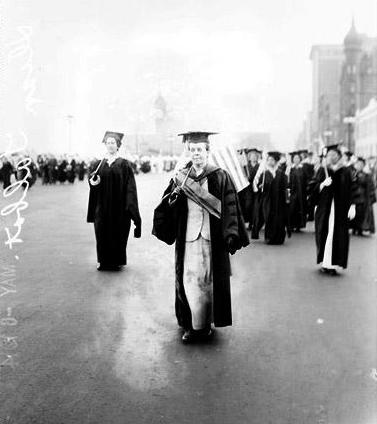
Marion Talbot menant une manifestation de femmes en 1914 à Chicago.

Marion Talbot prend sa retraite académique en 1925. Elle est présidente par intérim en 1927-1928 du Collège de femmes de Constantinople, puis à nouveau, comme présidente élue en 1931-1932. Elle meurt à Chicago en 1948 d'une myocardite chronique. Elle est inhumée au cimetière de Oak Woods à Chicago. Après sa retraite, le département de l'administration ménagère de l'université de Chicago a fusionné avec le département d'économie domestique de la faculté de sciences de l'éducation.

## Écrits
- House Sanitation: Manual for Housekeepers (1887, avec Ellen Richards[3])
- Food as a Factor in Student Life (1894, avec Ellen Richards
- The Education of Women (1910)[15]
- The Modern Household (1912, avec Sophonisba Breckinridge)
- More than Lore (1925)
- The History of the American Association of University Women 1881–1931 (1931, avec Lois Rosenberry)